# اليكس سكوت
اليكس سكوت (بالإنجليزية: Alex Scott)‏ (14 أكتوبر 1984 بلندن في المملكة المتحدة - ) هي لاعبة كرة قدم بريطانية في مركز ظهير (كرة القدم)، شاركت في الألعاب الأولمبية الصيفية 2012. وشاركت مع منتخب إنجلترا لكرة القدم للسيدات. أما مع النوادي، فقد لعبت مع برمنغهام سيتي وبوسطن بريكرز ونادي أرسنال للسيدات ونادي أرسنال وBirmingham City W.F.C. ‏ وGreat Britain women's Olympic football team ‏.

## وصلات خارجية
- اليكس سكوت على موقع الاتحاد الدولي (مؤرشف)  (الإنجليزية)
- اليكس سكوت على موقع الاتحاد الأوربي (الإنجليزية)
- اليكس سكوت على موقع قاعدة بيانات كرة القدم.إي يو (الإنجليزية)
- اليكس سكوت على موقع Soccerway.com (الإنجليزية)
- اليكس سكوت على موقع اللجنة الأولمبية الدولية (الإنجليزية)
- اليكس سكوت على موقع أوليمبيديا (الإنجليزية)
- اليكس سكوت على موقع اللجنة الأولمبية البريطانية (الإنجليزية)